# Baaja
Baaja (arabul: بعيا) al-Rajján közösség egyik negyede Katarban.
Al-Rajján egyik fejlettebb kerülete, ahol a Villaggio Mall, az Aspire Park és az Aspire Zone található, mind az al-Vaab utca mentén.
A kerület legfontosabb helyszínei főleg az Aspire zónában találhatók, amely az al-Vaab utca mentén húzódik, beleértve a dohai sportvárost, ahol a 2006-os Ázsia-játékok számos helyszíne, Katar legmagasabb építménye, az Aspire-torony és Katar legnagyobb stadionja, a Halífa Nemzetközi Stadion ad otthont, valamint Katar egyik legnépszerűbb bevásárlóközpontja, a Villagio Mall, az olasz Velence város tematikája. Az Aspetire, egy speciális ortopédiai és sportorvosi kórház, szintén az Aspire zónában található. Az Aspire Park az al-Vaab utcában található népszerű látványosság.